# Harrier (chien)
Pour les articles homonymes, voir Harrier.
Le harrier est une race de chiens britannique. C'est un chien courant de taille moyenne à la robe blanche et noire ou orange. Il est utilisé comme chien de chasse pour la chasse à courre, spécialisé dans la chasse au lièvre.

## Étymologie
Le terme « harrier » provient de l'anglais « hare » signifiant lièvre.

## Historique

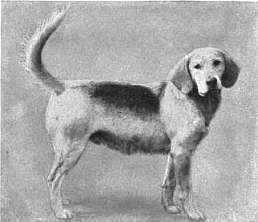
Un harrier selon l’Encyclopædia Britannica en 1911.

Le harrier est une race britannique de souche très ancienne tout comme le beagle. Il serait issu de croisements entre des bulldogs anglais, des lévriers et le fox-terrier. Le foxhound anglais a probablement été utilisé lors de la sélection de la race.
En Grande-Bretagne, les équipages de harriers sont utilisés pour la chasse à courre au lièvre et le renard. Très spécialisé, son exportation hors de l'Angleterre a été difficile, toutefois cette race est en pleine expansion en France où des meutes sont formées pour la chasse du renard à courre.

## Standard

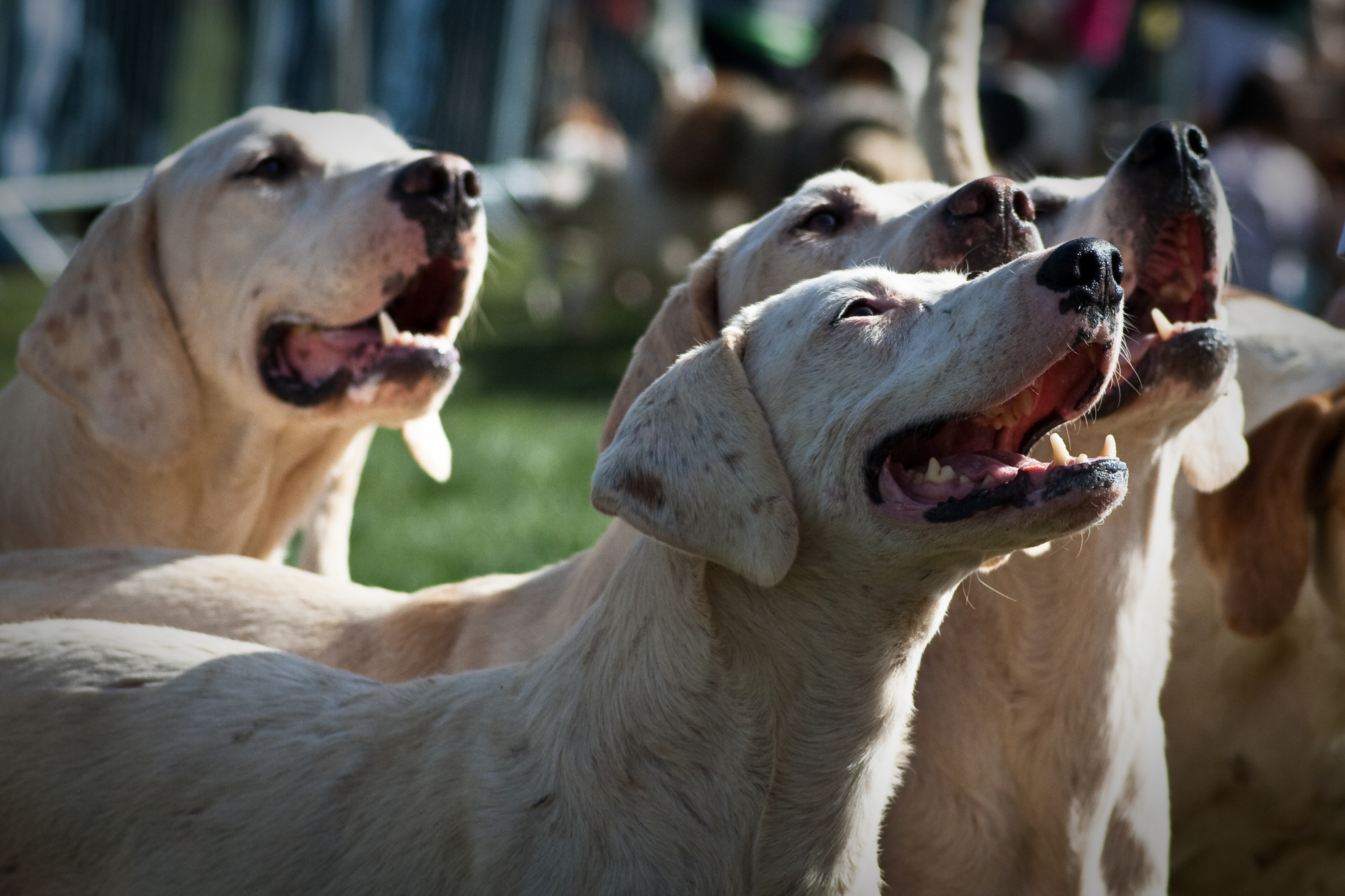
Des harriers presque entièrement blancs.

Le harrier est un chien courant de taille moyenne, construit comme un « hunter », avec une ossature puissante et une encolure bien dégagée. La queue de longueur moyenne est légèrement espiée. L’oreille est implantée nettement au-dessus de la ligne de l’œil, l'attache est plus large que chez le beagle et le beagle-harrier. Elle est en forme de V, presque plate. Assez courte, l'extrémité inférieure de l'oreille doit dépasser légèrement la ligne du rebord des lèvres. Les yeux foncés ne sont ni proéminents, ni trop ronds.
Le poil est lisse, plat et pas trop court. La robe est à fond blanc avec toutes les nuances du noir à l'orange. En France, le harrier est généralement tricolore avec un manteau noir.

## Caractère
Le standard de la Fédération cynologique internationale ne décrit pas de caractère ou de tempérament typique pour la race. C'est un chien joyeux, intelligent, très affectueux même avec les enfants et sûr de lui comme tout chien courant. Actif, le harrier a besoin de beaucoup d'exercice physique.

## Utilité

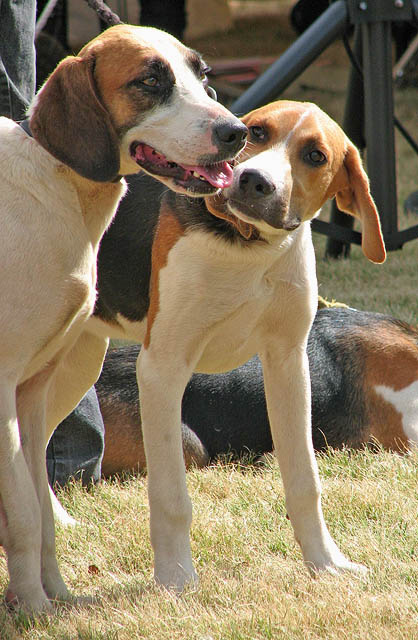
Des harriers d'un équipage lors du Fair on the Yare.

Le harrier est un chien d'ordre. Ce chien convient aux chasses à tir du renard, du chevreuil et du sanglier, notamment en terrain difficile. Chien de chasse rapide, son mordant est utile aux louvetiers. En Grande-Bretagne, les équipages de harriers sont utilisés pour la chasse à courre au lièvre et le renard. En France, il est utilisé pour la chasse à courre au renard. Beaucoup sont assez rapides pour pouvoir forcer tous les animaux de vénerie.